# Казаков, Александр Васильевич
Александр Васильевич Казаков (10(22).11.1888, Борисоглебск, ‒ 10.9.1950, Москва) — российский советский литолог и геохимик. Доктор геолого-минералогических наук (1938).

## Биография
Во время Великой Отечественной войны организовал к 1943 году Государственный институт горнохимического сырья на базе Центральной научно-исследовательской лаборатории «ЦНИЛ» Наркомата химической промышленности СССР в г. Люберцы Московской области.
Предложил теорию образования фосфоритов как химических осадков морей нормальной солёности.
Похоронен на Ваганьковском кладбище в Москве участок 13.,родственное захоронение.

## Награды
Орден Трудового Красного Знамени, медали.